# Myospila armata
Myospila armata är en tvåvingeart som beskrevs av John Otterbein Snyder 1940. Myospila armata ingår i släktet Myospila och familjen husflugor. Inga underarter finns listade i Catalogue of Life.